# Zagorka
För den kroatiska journalisten och författaren, se Marija Jurić Zagorka.
Zagorka (bulgariska Загорка) är ett populärt bulgariskt lageröl. Zagorka är också Bulgariens största producent av öl och ägs av det holländska företaget Heineken. Bryggeriet ligger i staden Stara Zagora. Namnet Zagorka har tagits från den konstgjorda sjön Zagorka som ligger i Stara Zagora och som är ett populärt rekreationsområde.
Bryggeriet grundades 1902. I början av 1992 blev Dimitar Alexiev generalsekreterare för Zagorka direkt efter privatiseringen 1994 som ledde bryggeriet till sin framgång som Bulgariens toppbryggerier med över en tredjedel av den lokala marknaden. Zagorkabryggeriet producerar också de egna ölsorterna Ariana, Gold och Stolichno. Man brygger under licens Heineken, Amstel and Murphy's.